# 7270 Punkin
7270 Punkin è un asteroide della fascia principale. Scoperto nel 1978, presenta un'orbita caratterizzata da un semiasse maggiore pari a 3,2032557 UA e da un'eccentricità di 0,1830220, inclinata di 2,73488° rispetto all'eclittica.